# Karl Heinrich Keck
Pour les articles homonymes, voir Keck.
Karl Heinrich Christian Keck (né le 20 mars 1824 à Schleswig et mort le 7 février 1895 à Kiel) est un professeur et écrivain prussien.

## Biographie
Le père de Keck est maître charpentier dans le Schleswig. Après l'école de la cathédrale de Schleswig (de), il étudie à Kiel et à Bonn, où Friedrich Ritschl est l'un de ses professeurs. Au cours de ses études, il devient membre de la Burschenschaft Fridericia Bonn en 1844, de la Burschenschaft Albingia Kiel et en 1845 de la Bonner Burschenschaft Frankonia. À partir de mars 1848, il est membre de l'armée schleswigoise-holsteinoise et est fait prisonnier par le Danemark. Il se lie d'amitié avec le général Edwin von Manteuffel, dont il reste proche jusqu'à sa mort.
Après avoir terminé ses études, il enseigne dans les lycées de Plön et de Glückstadt, puis également comme directeur à Plön et Husum. Il y organise des conférences de vulgarisation scientifique pour les citoyens de la ville et des conférences en auditorium pour les étudiants, qui attirent des personnalités telles que Theodor Storm et Wilhelm Jordan, mais aussi des collègues tels que Ludwig Matthiessen (de), Eugen Petersen, August Mommsen (de) et Rudolph von Fischer-Benzon (de). De 1881 à 1884, Karl Heinrich Keck est rédacteur en chef du Deutsches Literaturblatt, publié par Perthes-Verlag à Gotha. Il est également rédacteur en chef du « Schleswig-Holsteinischen Hauskalenders ». Après sa retraite en 1887, Keck s'installe à Kiel, où il meurt en 1895.

## Publications (sélection)
- Die Kaiserwahl zu Frankfurt. Komödie in drei Akten, Kiel 1850 (Pseudonym „Karl Heinrich“)
- Anna. Ein Idyll in sieben Gesängen, Kiel 1850 (Pseudonym „Karl Heinrich“)
- Heldenlieder von Adolf IV., dem Schauenburger, Hamburg 1851 (anonym)
- Aeschylos' Agamemnon, griechisch und deutsch, mit Einleitung, einer Abhandlung zur aeschylischen Kritik und Commentar, Leipzig 1863.
- Die Gudrunsage. Drei Vorträge über ihre erste Gestalt und ihre Wiederbelebung, gehalten in Schleswig im Januar 1867, Leipzig 1867
- Iduna. Deutsche Heldensagen, dem deutschen Volk und seiner Jugend wiedererzählt, Leipzig 1881 (3 Volumes)
- Ein kleiner Beitrag zur Erklärung und Verbesserung von Sophokles' Antigone, Schleswig 1882
- Die Pfingstweihe oder: Die Einsegnung. Ein Idyll in drei Gesängen, Gotha 1882
- Klassische deutsche Dichtungen mit kurzen Erklärungen für Schule uns Haus, Gotha 1883
- Das Leben des General-Feldmarschalls Edwin von Manteuffel, Bielefeld und Leipzig 1890
- Gedenkbuch eines Schleswig-Holsteiners aus fünf Jahrzehnten. Gedichte, Kiel 1894